# Invar

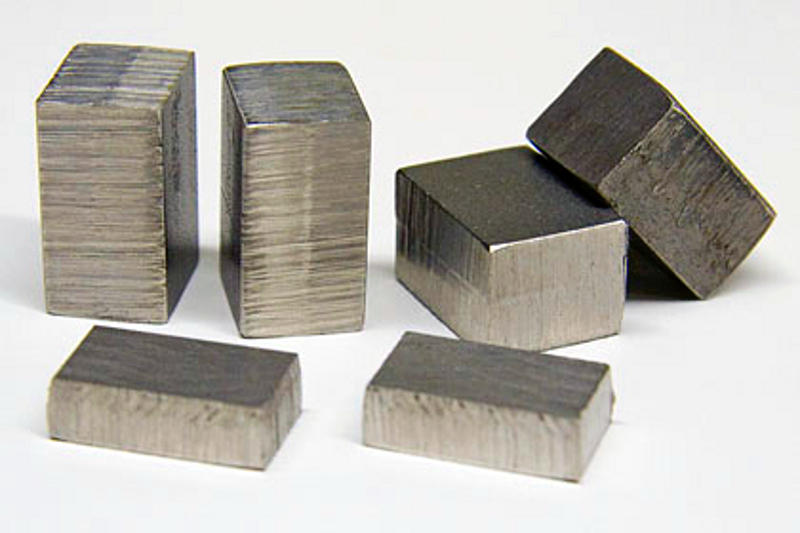
Klossar av invar.

Invar är en legering av järn (64 %) och nickel (36 %) med något kol och krom.  Ibland tillsätts små mängder selen för att förbättra bearbetningsförmågan. Tack vare dess extremt låga längdutvidgningskoefficient vid temperaturförändringar (omkring 10-6 K-1; några legeringar har negativ koefficient) används stålet i precisionsinstrument (ur, laboratorieutrustningar, seismiska mätinstrument,  skuggmasker, mikrovågsutrustning, motorventiler etc.). Materialet har dock en tendens att ge krypbrott.
Invar uppfanns 1896 av den schweiziske vetenskapsmannen Charles Édouard Guillaume. Han fick Nobelpriset i fysik år 1920 för denna upptäckt, som medförde förbättringar i vetenskaplig instrumentmiljö.